# Huracán Alex (2004)

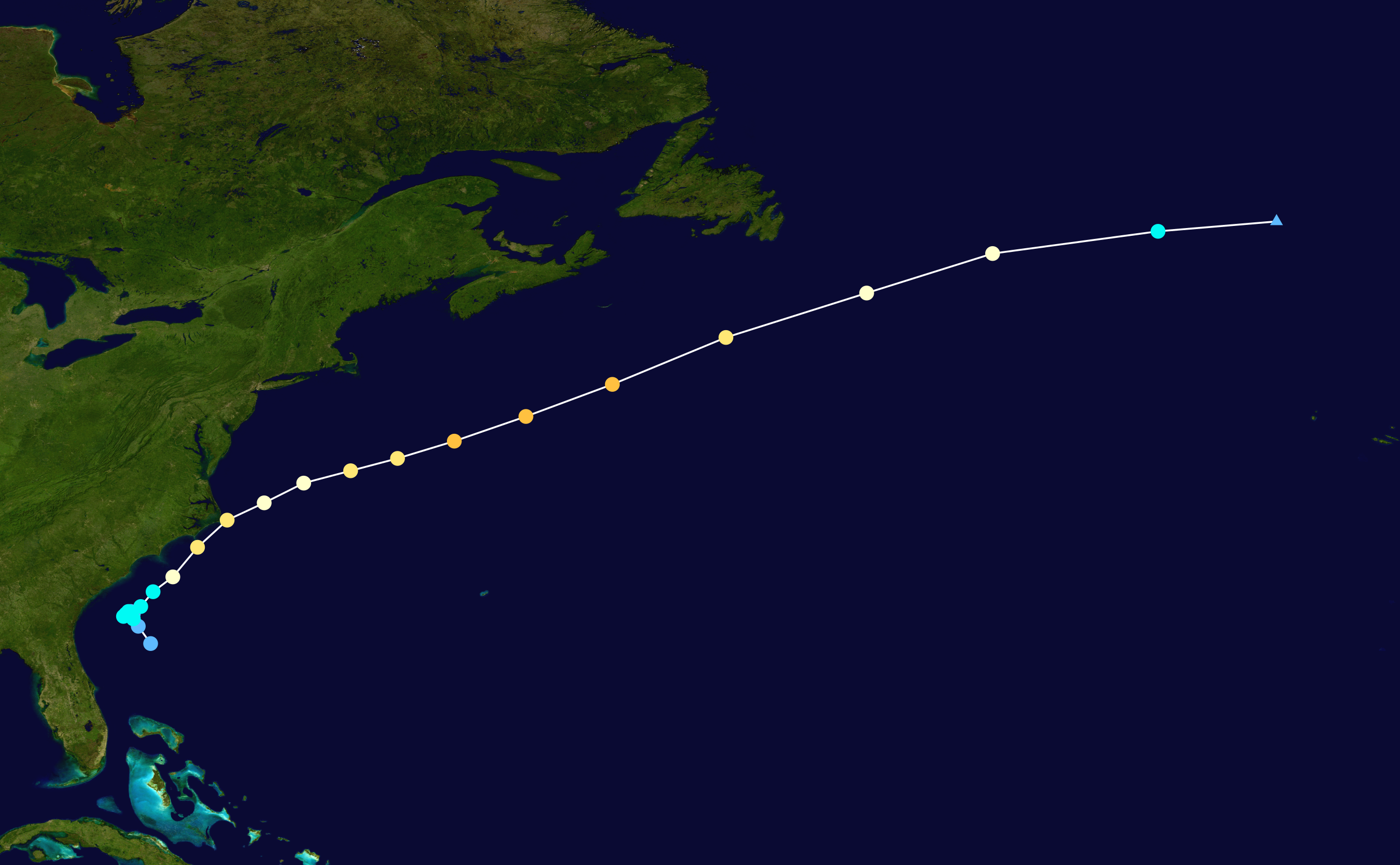
Trayecto de la tormenta.

El Huracán Alex fue la primera tormenta en recibir nombre, el primer huracán, y el primer huracán mayor de la Temporada de huracanes del Atlántico de 2004. Este huracán derivó hacia el huracán Alex en el 2010. Alex, la primera tormenta de la temporada, se formó excepcionalmente tarde en la temporada; la quinta más tardía desde 1954. Se desarrolló de la interacción entre una borrasca de nivel superior y una depresión con superficie débil el 31 de julio al este de Jacksonville, Estados Unidos. Se desplazó al noreste, y se fortaleció hasta alcanzar vientos de 160 km/h antes de pasar a 16 km de la costa de las Outer Banks. Alex tomó aún más fuerza alcanzando una cifra máxima de vientos a 190 km/h mientras se encontraba cerca de las costas de Nueva Inglaterra, siendo el segundo huracán en alcanzar la categoría 3 al norte de 38° N.